# 철원 갈말읍 토성
철원 갈말읍 토성(鐵原 葛末邑 土城)은 대한민국 강원특별자치도 철원군 갈말읍에 있는 성이다. 1977년 11월 28일 강원특별자치도의 기념물 제24호로 지정되었다.

## 개요
토성리 마을의 밭을 둘러 싸고 있는 흙으로 쌓은 성과 군탄리 마을의 옛 풍전역터에 놓여 있는 직육면체의 석조물이다.
점토를 이용해 직사각형으로 쌓아올린 이 성은 우리나라에서는 보기 드물게 평탄한 곳에 설치되어 있다. 원래는 제법 큰 규모의 성이었을 것이나, 지금은 3면의 성벽이 없어지고 한쪽면의 성벽만 남아있다. 성안에는 당시의 사람들이 살았던 집터 흔적이 남아 있고, 무늬없는 토기조각이나 석기 등이 발견되고 있다. 전하는 이야기에 따르면, 조선 인조 14년(1636) 병자호란이 일어났을 때 청나라의 장군 마부대와 용골대가 하룻밤 사이에 이 성을 쌓았다고 하나 전혀 확인되지 않는 이야기일 뿐이다.
받침대 위에 놓여 있는 직육면체의 석조물은 옆의 4면에 ‘□□□순찰사 이공호민 익영대(□□□巡察使 李公好敏 益詠臺)’라는 글씨를 큼지막하게 새겨 놓아, 이호민을 기리고 있는 표석으로 보인다. 이호민은 조선 순조 1년(1801) 과거에 급제하여 그 이듬해에 어사가 되었고, 이후 여러 벼슬을 거쳐 의정부참의를 지냈던 인물로, 순조 11년(1811) 강원관찰사에 임명되어 이곳에 머무르게 되었다. 당시는 부패된 정치와 어지러운 민심으로 곳곳에서 난이 일어나고, 흉년까지 겹쳐 어려움을 당하던 때로, 이 관찰사는 힘을 다하여 민심을 살펴 잘 다스리고 백성들을 고루 구제하는 등 많은 업적을 베풀었다. 그가 세상을 떠난 후에도 생전의 그의 은혜를 잊지 못하던 이 고장 사람들은 서울과 서북을 통하는 중요한 길목인 이곳에 그를 기리는 표석을 세워두었는데, 오늘날까지도 이렇듯 제자리를 지키고 있다. 이호민의 생애로 보아 1800년대 초에 만든 것으로 보이며, 지금은 비각을 세워 그 안에 모셔두고 있다.

## 참고 자료
- 철원 갈말읍 토성 - 국가유산청 국가유산포털